# Zé Varela
Pour les articles homonymes, voir José Varela, José da Silva et Zé.
José da Silva Varela, dit Zé Varela, né le 22 décembre 1991 à São Tomé à Sao Tomé-et-Principe, est un footballeur international santoméen évoluant au poste d'attaquant.

## Biographie
Il reçoit sa première sélection avec l'équipe de Sao Tomé-et-Principe le 11 novembre 2011, contre la République du Congo, lors d'un match rentrant dans le cadre des éliminatoires du mondial 2014 (défaite 0-5).

## Palmarès
- Champion de Sao Tomé-et-Principe en 2013 et 2015 avec Praia Cruz
- Vainqueur de la Coupe de Sao Tomé-et-Principe en 2015 avec Praia Cruz